# Rokutan Yuji
Rokutan Yuji (六反 勇治 Rokutan Yūji, sinh ngày 10 tháng 4 năm 1987 ở Kagoshima) là một cầu thủ bóng đá người Nhật Bản. Hiện tại anh thi đấu cho Shimizu S-Pulse.

## Thống kê sự nghiệp câu lạc bộ
Cập nhật đến ngày 23 tháng 2 năm 2018.
| Thành tích câu lạc bộ | Thành tích câu lạc bộ | Thành tích câu lạc bộ | Giải vô địch | Giải vô địch | Cúp                   | Cúp                   | Cúp Liên đoàn | Cúp Liên đoàn | Tổng cộng | Tổng cộng |
| Mùa giải              | Câu lạc bộ            | Giải vô địch          | Số trận      | Bàn thắng    | Số trận               | Bàn thắng             | Số trận       | Bàn thắng     | Số trận   | Bàn thắng |
| Nhật Bản              | Nhật Bản              | Nhật Bản              | Giải vô địch | Giải vô địch | Cúp Hoàng đế Nhật Bản | Cúp Hoàng đế Nhật Bản | Cúp Liên đoàn | Cúp Liên đoàn | Tổng cộng | Tổng cộng |
| --------------------- | --------------------- | --------------------- | ------------ | ------------ | --------------------- | --------------------- | ------------- | ------------- | --------- | --------- |
| 2006                  | Avispa Fukuoka        | J1 League             | 0            | 0            | 0                     | 0                     | 0             | 0             | 0         | 0         |
| 2007                  | Avispa Fukuoka        | J2 League             | 0            | 0            | 0                     | 0                     | -             | -             | 0         | 0         |
| 2008                  | Avispa Fukuoka        | J2 League             | 0            | 0            | 0                     | 0                     | -             | -             | 0         | 0         |
| 2009                  | Avispa Fukuoka        | J2 League             | 15           | 0            | 1                     | 0                     | -             | -             | 16        | 0         |
| 2010                  | Avispa Fukuoka        | J2 League             | 8            | 0            | 2                     | 0                     | -             | -             | 10        | 0         |
| 2011                  | Avispa Fukuoka        | J1 League             | 17           | 0            | 0                     | 0                     | 0             | 0             | 17        | 0         |
| 2012                  | Yokohama F. Marinos   | J1 League             | 0            | 0            | 1                     | 0                     | 1             | 0             | 2         | 0         |
| 2013                  | Yokohama F. Marinos   | J1 League             | 2            | 0            | 1                     | 0                     | 2             | 0             | 5         | 0         |
| 2014                  | Yokohama F. Marinos   | J1 League             | 0            | 0            | 2                     | 0                     | 0             | 0             | 2         | 0         |
| 2015                  | Vegalta Sendai        | J1 League             | 32           | 0            | 1                     | 0                     | 2             | 0             | 35        | 0         |
| 2016                  | Vegalta Sendai        | J1 League             | 13           | 0            | 0                     | 0                     | 1             | 0             | 14        | 0         |
| 2017                  | Shimizu S-Pulse       | J1 League             | 34           | 0            | 1                     | 0                     | 0             | 0             | 35        | 0         |
| Tổng cộng sự nghiệp   | Tổng cộng sự nghiệp   | Tổng cộng sự nghiệp   | 121          | 0            | 9                     | 0                     | 6             | 0             | 136       | 0         |

## Sự nghiệp quốc tế
Ngày 7 tháng 5 năm 2015, huấn luyện viên đội tuyển Nhật Bản Vahid Halilhodžić triệu tập anh vào trại huấn luyện 2 ngày. Rokutan lần đầu được triệu tập vào đội tuyển Nhật Bản vào tháng 8 năm 2015 để thi đấu vòng loại Giải vô địch bóng đá thế giới 2018 trước Campuchia và Afghanistan.

## Danh hiệu
Yokohama F. Marinos
- Cúp Hoàng đế Nhật Bản: 2013